# Narrativa multiforme
Narrativa multiforme é a narrativa que apresenta uma única situação ou enredo em múltiplas versões. Essas versões são mutuamente excludentes em nossa experiência cotidiana, mas a ficção torna a sua representação possível.
Embora se distancie da narrativa linear, a narrativa multiforme não equivale à não linearidade. Enquanto a narrativa multiforme permite a existência de vários caminhos que se bifurcam - em analogia à forma temporal fantástica criada por Jorge Luís Borges -, a não linear pode representar apenas a inversão da ordem dos fatos, não necessariamente simultâneos.

## Narrativa multiforme e a web
A forma de construção da internet permite ao usuário seguir diversos caminhos. A partir de uma página inicial, ele pode se dirigir a outras, que por sua vez, podem encaminhar a novas páginas, infinitamente. Essa possibilidade que o hiperlink promove é a base da narrativa multiforme, pois permite que leitor abandone a ordem estabelecida pelo autor e siga a sua própria. Assim, é oferecida uma possibilidade de interação muito maior ao usuário, como em um jogo que pode ser repetido de modos diversos, ou um sistema narrativo como The Sims.
O que se observa na web é uma convergência das artes, comunicação, Interface homem-máquina e tecnologia da informação. Isso resulta na produção de novos objetos culturais. Assim, realidade virtual, videogame, audiovisual, reflexão e aprendizagem se cruzam.

## Narrativa multiforme no cinema
O cinema também permite a criação de narrativas multiformes, e de forma cada vez
mais interativa. Em 1985, De Volta para o Futuro exibiu uma história na qual os personagens podiam viajar em diferentes tempos, para fazer escolhas que mudariam toda a trama, assim como em Corra, Lola, corra e em tantos outros. Atualmente, tecnologias permitem que o espectador de fato atue no desenrolar da história. Em A Gruta (2008), os espectadores presentes nas salas de cinema puderam determinar a sequência do filme. O vídeo já tem mais de 23 mil acessos no YouTube.